# Оливер (Висконсин)
Оливер (енгл. Oliver) град је у америчкој савезној држави Висконсин.

## Демографија
По попису из 2010. године број становника је 399, што је 41 (11,5%) становника више него 2000. године.
| Група             | 2000.       | 2010.       |
| Белци             | 348 (97,2%) | 384 (96,2%) |
| Афроамериканци    | 0 (0,0%)    | 0 (0,0%)    |
| Азијати           | 0 (0,0%)    | 2 (0,5%)    |
| Хиспаноамериканци | 0 (0,0%)    | 1 (0,3%)    |
| Укупно            | 358         | 399         |